# Alexander Grünwald
Alexander Grünwald est un footballeur autrichien né le 1er mai 1989 à Klagenfurt en Autriche, évoluant au poste de milieu de terrain.

## Biographie

### En club
Formé au FC Kärnten, Grünwald intègre l'Austria Vienne en 2003 et grimpe les échelons des équipes de jeunes. Il joue son premier match avec l'équipe professionnelle de l'Austria, le 11 juillet 2007, remplaçant Yüksel Sariyar en fin de match. Il retourne en équipe réserve après ce match mais subit deux blessures qui le handicapent pendant une grande partie de la saison 2007-2008. 
Il signe avec le SC Wiener Neustadt en 2008. La première année, il est prêté au petit club du SV Wienerberg où il joue quelques matchs, avant de revenir à Wiener et de devenir, pendant deux saisons, un joueur important de cette équipe, jouant plus de soixante-dix matchs. Il retourne à l'Austria Vienne en 2011.

## Palmarès
- Champion d'Autriche en 2013 avec l'Austria Vienne
- Champion d'Autriche de deuxième division en 2009 avec le SC Wiener Neustadt